# 1810 dans le catholicisme
Chronologie du catholicisme
- 1806
- 1807
- 1808
- 1809
- 1810
- 1811
- 1812
- 1813
- 1814

Cet article présente les faits marquants de l'année 1810 dans le catholicisme.

## Naissances
- 6 janvier : Pierre Bataillon, prélat et missionnaire français, vicaire apostolique d'Océanie centrale et évêque titulaire d'Aenus (de) († 10 avril 1877)
- 27 janvier : Johann Baptist Rudolph Kutschker, cardinal autrichien, archevêque de Vienne († 27 janvier 1881)
- 23 mai : Martin John Spalding, prélat américain, archevêque de Baltimore, précédemment évêque titulaire de Lagania (de) puis évêque de Louisville († 7 février 1872)
- 31 mai : Flavio Chigi, cardinal italien, diplomate du Saint-Siège et archevêque titulaire de Myre (de) († 15 février 1885)
- 2 juin : Aimée Pignolet de Fresnes, dite Mère Marie Madeleine de la Croix, religieuse française, cofondatrice des Filles de Marie de Saint-Denis († 27 janvier 1889)
- 14 septembre : Giuseppe Berardi, cardinal italien de la Curie romaine, précédemment archevêque titulaire de Nicée († 6 avril 1878)

## Décès
- 29 mai : Aemilian Rosengart, religieux bénédictin, théologien, philosophe et musicien allemand (° 29 mars 1757)
- 7 octobre : Claude-Louis Rousseau, prélat français, évêque d'Orléans (° 2 novembre 1735)
- 30 octobre : Louis de Jarente de Sénas d'Orgeval, prélat français, évêque d'Orléans puis évêque constitutionnel du Loiret (° 1er juin 1746)